# 王晓琴
王晓琴（1953年7月—），女，汉族，山西平定人，中华人民共和国政治人物，曾任湖南省人民检察院副检察长，中共湖南省委政法委副书记，湖南省政协副主席。